# First Love (EP)
First Love é o extended play (EP) de estreia do girl group sul-coreano CLC. O álbum foi lançado em 19 de março de 2015 pela Cube Entertainment com a faixa-título "Pepe".

## Antecedentes
Em março de 2015, a Cube Entertainment lançou o grupo feminino multi-nacional CLC, incluindo as integrantes originais Seunghee, Yujin, Seungyeon, Sorn e Yeeun. O grupo estreou no dia 18 de março no AX Hall, em Gwangjang-dong, Seul, apresentando faixas de seu álbum de estreia. O grupo fez sua estreia oficial em 19 de março no M Countdown da Mnet, apresentando as faixas "First Love" e seu single promocional, "Pepe". Elas também lançaram o EP e videoclipe de "Pepe" no mesmo dia.
O álbum tem um total de cinco faixas. Duble Sidekick, Seo Jaewoo, Playing Kid, Yanggang e Jung Il-hoon, do BtoB, participaram da criação do álbum como produtores e letristas. O álbum tem como objetivo representar os inegáveis encantos de CLC.
Em 2016, CLC lançou uma versão em mandarim de sua canção, "First Love" (título chinês: 初恋), para o drama chinês The Best Meeting (título nativo: 最好的遇见).

## Lista de faixas
| N.º            | Título                                | Letras                              | Música                  | Arranjo                | Duração |  |
| 1.             | "Cafe Mocha Please" (카페모카 주세요) | Jung Il-hoon                        | Seo Jaewoo Ferdy        | Seo Jaewoo Ferdy       | 3:25    |  |
| 2.             | "Pepe"                                | Long Candy                          | Duble Sidekick Yanggang | Yanggang               | 3:27    |  |
| 3.             | "Sharala" (샤랄라)                    | ZigZag Note MAFLY 노는어린니        | ZigZag Note 노는어린니  | ZigZag Note 노는어린니 | 3:21    |  |
| 4.             | "First Love" (첫사랑)                 | Jo Seong-ho Ferdy                   | Jo Seong-ho Ferdy       | Jo Seong-ho Ferdy      | 3:41    |  |
| 5.             | "Open The Window" (창문을 열고)       | Seo Jaewoo Seo Yongbae Jung Il-hoon | Seo Jaewoo Seo Yongbae  | Seo Jaewoo Seo Yongbae | 3:34    |  |
| Duração total: | Duração total:                        | Duração total:                      | Duração total:          | Duração total:         | 17:03   |  |

## Desempenho nas tabelas musicais
| Tabela musical (2015) | Posição |
| --------------------- | ------- |
| Coreia do Sul (Gaon)  | 9       |